# علم الآثار في أستراليا
علم الآثار في أستراليا هو حقل فرعي كبير ضمن تخصص علم الآثار. يأخذ علم الآثار في أستراليا أربع أشكال رئيسية: علم الآثار الأصلي (الذي يدرس آثار الشعوب الأصلية وسكان جزر مضيق توريس في أستراليا قبل وبعد الاستيطان الأوروبي)، علم الآثار التاريخي (الذي يدرس آثار أستراليا بعد الاستيطان الأوروبي)، علم الآثار البحري وعلم الآثار المعاصر (بعد الحرب العالمية الثانية). يجمع بين هذه التخصصات الفرعية مفهوم مهم هو إدارة التراث الثقافي، التي تشمل مواقع الشعوب الأصلية وسكان جزر مضيق توريس، والمواقع التاريخية، والمواقع البحرية.